# Alle die Du bist
Alle die Du bist ist ein Spielfilm von Michael Fetter Nathansky aus dem Jahr 2024. Das Sozialdrama handelt von der Verletzlichkeit von Liebes- und Arbeitsbeziehungen im Alltag einer verheirateten Fabrikarbeiterin. Die Hauptrolle übernahm Aenne Schwarz. Die Uraufführung der deutsch-spanischen Koproduktion fand Mitte Februar 2024 bei der 74. Berlinale statt.

## Handlung
Nadine lebt mit ihrem Ehemann Paul im Rheinischen Braunkohlerevier. Der aufopferungsvollen Fabrikarbeiterin erscheint ihr Gatte nach mehreren Jahren Ehe mittlerweile wie ein Fremder. Sie versucht, die Gefühle für Paul wiederzuentdecken. Nadine fragt sich, was sie einst in ihm sah und warum sie dieses Besondere nicht mehr sehen kann.

## Hintergrund
Alle die Du bist (ursprünglicher Arbeitstitel: Mannequins) ist der zweite Spielfilm des deutschen Filmregisseurs und Drehbuchautors Michael Fetter Nathansky. Mit der Hauptrolle der Nadine betraute er die deutsche Schauspielerin Aenne Schwarz. Zum weiteren Schauspielensemble zählten Carlo Ljubek, Youness Aabbaz, Sara Fazilat und Naila Schuberth.
Die Dreharbeiten fand von Mitte Februar bis Ende März 2023 in Köln und Umgebung statt. Insgesamt waren 25 Drehtage angesetzt. Als Kameramann wurde Jan Mayntz verpflichtet. Für den Schnitt zeichnete Andrea Mertens verantwortlich.
Alle die Du bist wurde von Studio Zentral/Network Movie und Contando Films unter Senderbeteiligung des ZDF – Das kleine Fernsehspiel produziert. Die Film- und Medienstiftung NRW unterstützte das Projekt finanziell mit 400.000 Euro. Weitere Unterstützung kam von BKM (300.000 Euro), vom Deutschen Filmförderfonds (225.000 Euro) und der Filmförderungsanstalt. Port au Prince übernimmt den Verleih. Be For Films ist der Weltvertrieb.
In der Nachproduktion wurde Nathanskys Regiearbeit zum Programm WIP Europa im Rahmen des Filmfestivals von San Sebastián eingeladen.

## Veröffentlichung
Alle die Du bist (internationaler Titel: Every You Every Me) wurde am 16. Februar 2024 im Rahmen der Berlinale uraufgeführt. Dort wurde das Werk in die Sektion Panorama aufgenommen.
Ein regulärer Kinostart ist für den 4. April 2024 im Verleih von Port au Prince vorgesehen. Be For Films ist für den Weltvertrieb zuständig.

## Auszeichnungen
Im Rahmen seiner Aufnahme in die Panorama-Sektion der Berlinale 2024 ist Alle die Du bist automatisch für den Panorama Publikumspreis nominiert.